# Francisco Solano (santo)
San Francisco Solano o Francisco Sánchez Solano Jiménez (Montilla, 10 de marzo de 1549-Lima,  14 de julio de 1610) fue un fraile y sacerdote franciscano español, que misionó por el Perú, donde residió por 20 años hasta su muerte, predicando el cristianismo a los aborígenes.
Fue beatificado por el papa Clemente X en 1675 y canonizado por el papa Benedicto XIII en 1726 y es llamado "el Taumaturgo del Nuevo Mundo", por la cantidad de prodigios y milagros que se le atribuyen.

## Biografía
Nació en Montilla (diócesis de Córdoba) en marzo de 1549. Francisco fue el hijo de Mateo Sánchez Solano y Ana Jiménez. Tuvo dos hermanos, Diego e Inés. Creció en un hogar cristiano y comenzó su educación con los padres de la Compañía de Jesús, los jesuitas de su ciudad, entrando luego en la Orden de San Francisco a los 20 años. Cursó Filosofía y Teología en el convento de Loreto de Sevilla, ordenándose sacerdote en 1576. Solicitó sin éxito ser destinado como misionero al norte de África.

### Regreso a Córdoba
La muerte de su padre le hizo volver temporalmente a Montilla para visitar a su madre, que padecía ceguera. Sin embargo, su estancia se prolongó más de lo previsto debido a una epidemia de peste. En Montilla realizó varias curaciones inexplicables que dieron comienzo a su fama como hacedor de milagros. Era «no hermoso de rostro, moreno y enjuto», como nos lo describe uno de sus contemporáneos. En Montilla se atrajo las miradas de todos por el espíritu con que hablaba y la santidad que emanaba de todo su ser.
En 1581, Francisco Solano fue destinado como vicario y maestro de novicios al convento cordobés de la Arruzafa, donde solía visitar a los enfermos y recomendaba a los más jóvenes que tuvieran paciencia en los trabajos y adversidades. Desarrolló, al igual que Francisco de Asís, el fundador de su Orden, una relación especial con los animales.

### Misionero en América
En 1589, el rey Felipe II pidió a los franciscanos que enviaran misioneros a Sudamérica. Finalmente, y para alegría suya, Francisco fue el elegido para la misión de extender la religión en estas tierras. Después de un accidentado viaje al Virreinato del Perú, con naufragio y peligro de perecer en el trayecto, como su destino era Tucumán (actual Argentina), emprende este larguísimo viaje en compañía de ocho franciscanos más. Había que atravesar los Andes por el valle de Jauja, Ayacucho y llegar hasta Cuzco; cruzar la meseta del Collao (la actual Bolivia) por Potosí y entrar en los confines del noroeste argentino, para de nuevo bajar hasta Salta y finalmente hasta las llanuras del Tucumán. Aquí permanece hasta mediados de 1595, como misionero. Recorrió los territorios de Tucumán hasta las pampas y el Chaco Paraguayo y Uruguay. Tenía y se sirvió del don de lenguas y llegó a adquirir las de los nativos a los que fue a predicar.
Fray Francisco llegaba a las tribus más guerreras e indómitas y, aunque al principio lo recibían al son de batalla, después de predicarles por unos minutos con un crucifijo en la mano, conseguía que todos empezaran a escucharle con un corazón dócil y que se hicieran bautizar por centenares y miles. El Padre Solano tenía una hermosa voz y sabía tocar muy bien el rabel y la guitarra. En los sitios que visitaba divertía muy alegremente a sus oyentes con sus alegres canciones.
Francisco Solano misionó por más de 14 años por el Chaco Paraguayo, por Uruguay, el Río de la Plata, Santa Fe y Córdoba del Tucumán, siempre a pie, convirtiendo innumerables indígenas y también muchísimos colonos españoles.

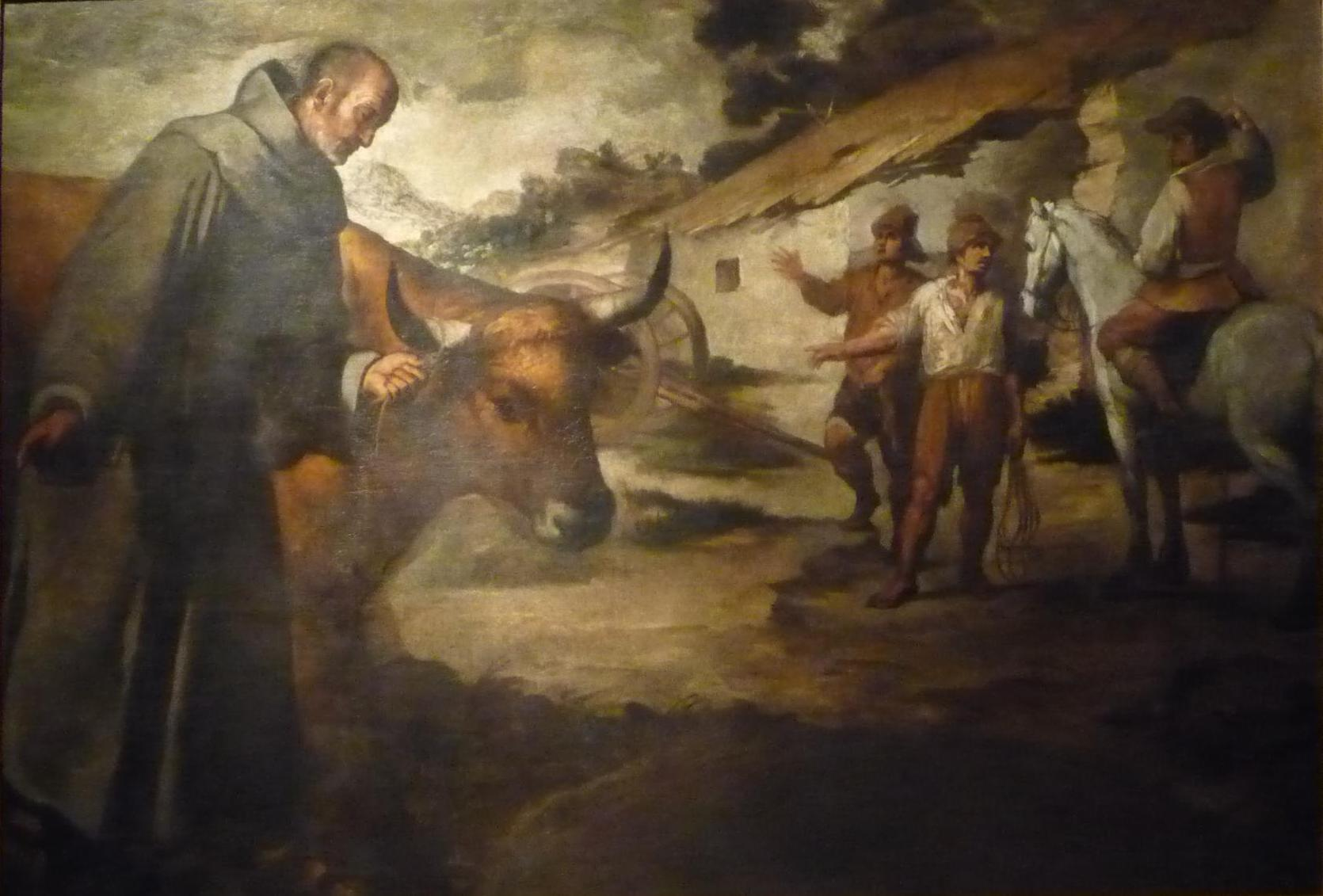
San Francisco Solano y el toro. Murillo (1645). Real Alcázar. Sevilla. Patrimonio Nacional.

Un día en el pueblo llamado San Miguel, estaban en un toreo, y el toro feroz se salió del corral y empezó a cornear sin compasión por las calles. Llamaron al santo y este se le enfrentó calmadamente al terrible animal. La gente vio con admiración que el bravísimo toro se acercaba a Fray Francisco y le lamía las manos y se dejaba llevar por él otra vez al corral, conducido por el cordón de su hábito.
Se cuenta que en Trancas un día de verano había una larga sequía, las lluvias no llegaban, la tierra se partía de tanto como en los desiertos, mientas los animales morían o migraban a tierras altas en busca del agua, ya no había que cazar para comer, ni agua que beber, todo seco, todo muerto. De pronto, a lo lejos se escuchó una rara melodía, los nativos embelesados, perplejos, no sabían que pasaba, hasta que por un sendero vieron la silueta de un hombre vestido con hábito marrón y con un extraño instrumento entre sus manos, lejos de asustarse, les dio curiosidad y se fueron acercando poco a poco, atraídos por música tan bella, Francisco Solano comenzó a cantar con su voz de ángel. De pronto, se vio rodeado de una multitud de curiosos nativos que lo contemplaban como a alguien bajado del mismo cielo. En un momento el canto y la música dejaron de sonar y Solano habló, pero no habló en español, sino en la lengua nativa, todos quedaron impresionados. Aquel hombre los entendía y así fue como le contaron con amargura y tristeza, ‘padrecito, padrecito, aquí el agua no llega, no hay lluvias, las plantas se mueren, los animales ya no están, el hambre y la sed está matando el pueblo, no sabemos qué hacer’.
Dicen que Solano se levantó, acaricio la cabeza de un niño, contemplo a una madre que en sus brazos llevaba a un recién nacido, en medio de tanto espanto y dolor, agarro su bastón compañero de caminos y lo hundió en la tierra, pronunciando palabras que nadie entendía, con la cabeza levantada y sus ojos al cielo, rezaba pidiendo a Dios, mientas la vara se hundía en el suelo y de pronto, el agua brotó mojando sus pies y bañando el terreno. Atónitos los nativos no entendían lo que estaba sucediendo y una boca de vertiente cada vez más grande se habría en el suelo. Dejaron salir agua pura y cristalina, mientras la hondonada del lugar no tardo en llenarse como una pequeña laguna a la que el tiempo se llamaría "el pozo". No conforme con esto, ante la mirada atónita, se veía del charco saltar peces en el agua, una vez más el milagro había sido consumado y Dios utilizó las manos del Santo para hacerlo, cumpliendo con aquel mandato bíblico: Dad de beber al Sediento, y Dad de comer al hambriento, todo lo que hagas por uno de los más pequeños de mis hijos, por mí lo estás haciendo, convirtiéndose en "el pozo del pescado".

#### Llegada a Lima
El Virreinato y los superiores de la Orden residían en Lima (Perú) a donde llamaron a Fray Francisco en 1595. Llegado a Lima, fue nombrado guardián del Convento de Nuestra Señora de los Ángeles. Como siempre, se resistió todo lo que pudo antes de aceptar cualquier cargo de responsabilidad, exagerando de manera deliberada su propia incapacidad para gobernar, pero finalmente tuvo que acatar la autoridad de sus superiores.
Su obsesión por la pobreza era tal que en su celda, tan solo tenía un camastro, una colcha, una cruz, una silla y mesa, un candil y la Biblia junto con algunos otros libros, como todos los frailes. Era el primero en todo y jamás ordenó una cosa que no hiciera él antes.
Sus consejos eran prudentes, y cuando tenía que reprender a alguno de los demás frailes, lo hacía con gran celo y caridad. Sus excesivas penitencias y su espíritu de oración no le impedían ser alegre con los demás. Solano era también el santo de la alegría.
Solano pasaría en Lima los últimos años de su vida. A pesar de su precario estado de salud, continuaba haciendo grandes penitencias y pasaba noches enteras en oración. También iba a menudo a visitar a los enfermos o salía a las calles a predicar con su pequeño rabel y una cruz en las manos. Así conseguía juntar a un gran número de personas y las congregaba en la plaza mayor, donde se dirigía a la muchedumbre en alta voz. Predicaba en todas partes: en los talleres artesanales, en los garitos, en las calles, en los monasterios e incluso en los corrales de teatro. Especial significado tuvo su oposición a ciertos espectáculos teatrales en los que a su juicio se ofendía a Dios.

#### Últimos años
En octubre de 1605, Solano pasó a la enfermería del convento. Enfermo gravemente del estómago, apenas podía salir a predicar y a visitar a los enfermos. Procuraba asistir a la comida en el refectorio junto con los demás frailes, pero comía muy poco, tan solo unas hierbas cocidas, debido a su avanzada edad. Además, seguía excediéndose en sus penitencias y no miraba por su delicada salud.
Finalmente murió el 14 de julio de 1610, día de San Buenaventura. Ese mismo día y a la misma hora se produjo un toque de campanas en el convento de Loreto, en Sevilla, donde había estudiado Filosofía.

### Veneración
Solano fue beatificado por el papa Clemente X en 1675 y canonizado por el papa Benedicto XIII en 1726. Su fiesta se celebra en toda la Orden Franciscana el 24 de julio. 
Francisco Solano es el patrón de Montilla, municipio en que se celebra también su día el 14 de julio mediante la feria local. La Parroquia de San Francisco Solano se construyó en el lugar de la antigua casa en la que nació. También es patrón de Argentina, Bolivia, Chile, Paraguay y Perú.